# 常州萝卜干
常州萝卜干，也称武进萝卜干，是中华人民共和国江苏省常州市的著名土特产萝卜干。

## 特点
常州当地人以新闸红萝卜作为主要原料，原产地位于新闸下塘的潘家巷、隋赵村、北赵村一带，以后逐步向外扩展。常州当地栽培、腌制萝卜的历史在宋朝的《事实类苑》和《桑通诀》等古籍中均有记载，当地人在立冬前后将萝卜切成白片，或用竹匾芦帘晒干。当地品种分为甜咸两大类。1900年后，当地出现西门太平巷的“新明腌菜公司”等进行加工生产。中华人民共和国成立后，经过公私合营，当地创建常州酱品厂，其中“红梅”牌“香甜萝卜干”最为著名。当地还有“黄金龙牌”萝卜干，出口至新加坡、马来西亚、日本等国。2009年9月，常州萝卜干腌制技艺成功入选第二批江苏省非物质文化遗产名录。